# サタデー・サンデーリクエストジャンボリー
『サタデーリクエストジャンボリー』ならびに『サンデーリクエストジャンボリー』とはラジオ福島の音楽番組である。

## 概要
この番組は2013年4月まで福島競馬場で中央競馬が開催されている毎年4月（4週間）、6月 - 7月（4週間）、11月（3週間）の年間3回の期間・合計11週間（22日間）にわたり、期間中の土曜・日曜のそれぞれ13:00 - 15:00に放送されていた。
福島市の本社スタジオからの生放送であるが、この時間帯に福島競馬実況中継を実施している福島本局では放送せず、県内の各放送支局（郡山市、いわき市、会津若松市、原町市）に向けての裏送り放送が行われている。これらの各放送支局においても、この番組が行われている時間帯のレースの実況は行うほか、15時以後は飛び乗りで福島競馬実況中継をネットする。
なお、福島競馬が行われていない時期は次の番組を放送する。
- 土曜日 - ミスDJリクエストパレード～8116サタデーアップ!
- 日曜日 - 爆笑問題の日曜サンデー

（注）2011年は当初上記のスケジュールで開催する予定であったが、東日本大震災（東北地方太平洋沖地震と東京電力福島第一原子力発電所爆発被災）のため、福島競馬の開催は自粛・中止となった。4月開催期間中は福島を含めた東日本地区での競馬開催は取りやめとなっていたので、この期間は全域で震災関係の情報を放送、夏季と秋季の福島本局、および15:00以後の全県はそれぞれ関東主場のレース（夏季・中山、秋季・東京）の中継に差し替えている。

## 2013年夏季以後
2013年夏季開催以後は、福島競馬が開催されている週の13:00 - 15:00の放送については、土曜は「ZumZumサタデー」を、日曜は全県で10:00 - 13:00に生放送されている「手塚とナッコのSunday“卵→KING“」を15:00まで拡大して放送している。
なお福島競馬が開催されていない週の土曜は2013年度までは「みのもんたのウィークエンドをつかまえろ」（文化放送）を放送していたが、2014年3月で終了したため、2014年第1回福島開催が明けた同5月から1年間は自社製作の「Saturday Music Station 大人の部活project」を放送。2015年第1回開催明けの同5月 - 2016年9月は「久米宏 ラジオなんですけど」（TBSラジオ）、同年10月は「ミスDJリクエストパレード～8116サタデーアップ!」（文化放送）のネット受けとなった。

## 特記事項
なお、ラジオ福島ではradiko（インターネットラジオサイマル放送）の本格サービスが実施されるようになった2012年4月1日から、いわき放送支局（1431kHz）の電波を配信しており、本局のある福島市とその周辺地域でもこの番組をネット経由で聴取することは可能である。